# John J. Crittenden
John Jordan Crittenden (ur. 10 września 1787 koło Versailles (Kentucky), zm. 26 lipca 1863 we Frankfort) – amerykański polityk, senator, członek Izby Reprezentantów USA, dwukrotny prokurator generalny Stanów Zjednoczonych (1841 i 1850-1853), gubernator Kentucky (1848-1850).

## Życiorys
W 1807 ukończył prawo na College of William & Mary, dwa lata później został prokuratorem generalnym stanu Illinois. Podczas wojny brytyjsko-amerykańskiej wrócił do Kentucky i został wybrany do legislatury stanu, 1817-1861 z przerwami zasiadał w Senacie. W 1840 opuścił Senat, by zostać prokuratorem generalnym USA w administracji Williama Henry’ego Harrisona, jednak zrezygnował z funkcji wraz z innymi członkami administracji prezydenckiej, gdy po śmierci Harrisona w kwietniu 1841 prezydentem został John Tyler. W 1842 ponownie wszedł do Senatu, jednak zrezygnował w 1848, by objąć stanowisko gubernatora Kentucky (1848-1850). Gdy po raz ostatni zasiadał w Senacie (1850-1861), ustawa o Kansas i Nebrasce, która pozwalała osadnikom tych stanów decydować, czy w granicach ich stanów ma istnieć niewolnictwo, doprowadziła do rozłamu w partii wigów, po którym Crittenden wstąpił najpierw do American Party, następnie do Partii Nic Niewiedzących (1856). W 1859 został członkiem  Constitutional Union Party, która próbowała zjednoczyć frakcje przez ignorowanie kwestii niewolnictwa. Po wyborze Lincolna w grudniu 1860 Crittenden wprowadził swoje uchwały proponujące kompromisy w kwestii niewolnictwa, jednak wkrótce potem utracił mandat senatora. Wrócił do domu, by chronić stan Kentucky przed Unią. W maju 1861 przewodniczył we Frankfort konwencji przywódców stanów granicznych, którzy prosili Południe o ponowne rozpatrzenie stanowiska w sprawie secesji od Unii. Jeden z jego synów, George B. Crittenden, był generałem majorem Armii Konfederacji, drugi był generałem majorem Armii Unii.